# チプトネティクック湖
チプトネティクック湖（英語: Chiputneticook Lakes）は、メイン州とニューブランズウィック州の間のカナダ＝アメリカ合衆国国境に沿ってあるいくつかの湖のグループである。
このグループに属する湖は、East Grand Lake, North Lake,Mud Lake,Spednic Lake,Palfrey Lakeである。
これらの湖はセント・クロア川の水源になっており、この河はPassamaquoddy Bayにつながる国境線である。
「チプトネティクック」はマリシート族によりこれらの湖に付けられた名前であり、語源は不明である。